# Vértigo
Vértigo é uma telenovela mexicana, produzida pela Televisa e exibida em 1966 pelo Telesistema Mexicano.

## Elenco
- Martha Elena Cervantes
- Virginia Gutiérrez
- Francisco Jambrina
- Queta Lavat